# Gmina Stary Lubotyń
Die Gmina Stary Lubotyń ist eine Landgemeinde im Powiat Ostrowski der Woiwodschaft Masowien in Polen. Ihr Sitz ist das gleichnamige Dorf.

## Gliederung
Zur Landgemeinde Stary Lubotyń gehören folgende Ortschaften mit einem Schulzenamt:
Budziszki
Chmielewo
Gniazdowo
Grądziki
Gumowo
Klimonty
Kosewo
Koskowo
Lubotyń-Kolonia
Lubotyń-Morgi
Lubotyń-Włóki
Podbiele
Podbielko
Rabędy
Rogowo-Folwark
Rogówek
Rząśnik
Stary Lubotyń
Stary Turobin
Sulęcin Szlachecki
Sulęcin Włościański
Świerże
Turobin-Brzozowa
Żochowo
Żyłowo
Weitere Orte der Gemeinde sind Gawki und Stare Rogowo.